# Sint Jansmolen (Spaubeek)
De Sint Jansmolen is een watermolen in Spaubeek (gemeente Beek). Het is een bovenslagmolen. De molen stond op de Geleenbeek. Stroomopwaarts lag de olie-watermolen, stroomafwaarts de Danikermolen. De molen ligt aan de rand van het Stammenderbos dat op de zuidwestelijke helling ligt van het Plateau van Doenrade.

## Geschiedenis
In 1340 werd de molen al vermeld als behorende bij het kasteel Sint-Jansgeleen. Van de middeleeuwse molen is echter niets meer over. De Sint Jansmolen was, zoals de meeste molens, oorspronkelijk een banmolen, in dit geval voor Beek en Spaubeek. In de Franse tijd kwam de watermolen in andere handen.
Tot 1962 was de molen in bedrijf; in 1965 zijn de waterrechten afgekocht door waterschap Geleen- en Molenbeek, dat daarna de Geleenbeek liet verleggen. Sindsdien heeft de Sint Jansmolen geen water meer om te kunnen draaien.
In 1977 is de molen door de toenmalige eigenaar zonder toestemming ingrijpend verbouwd. De verbouwingen zijn naderhand op gerechtelijk bevel teruggedraaid. In de molen zijn nog steeds delen van het binnenwerk aanwezig. Van de drie maalkoppels resteren, blijkens foto's van een makelaar, slechts de liggers.

## Galerij

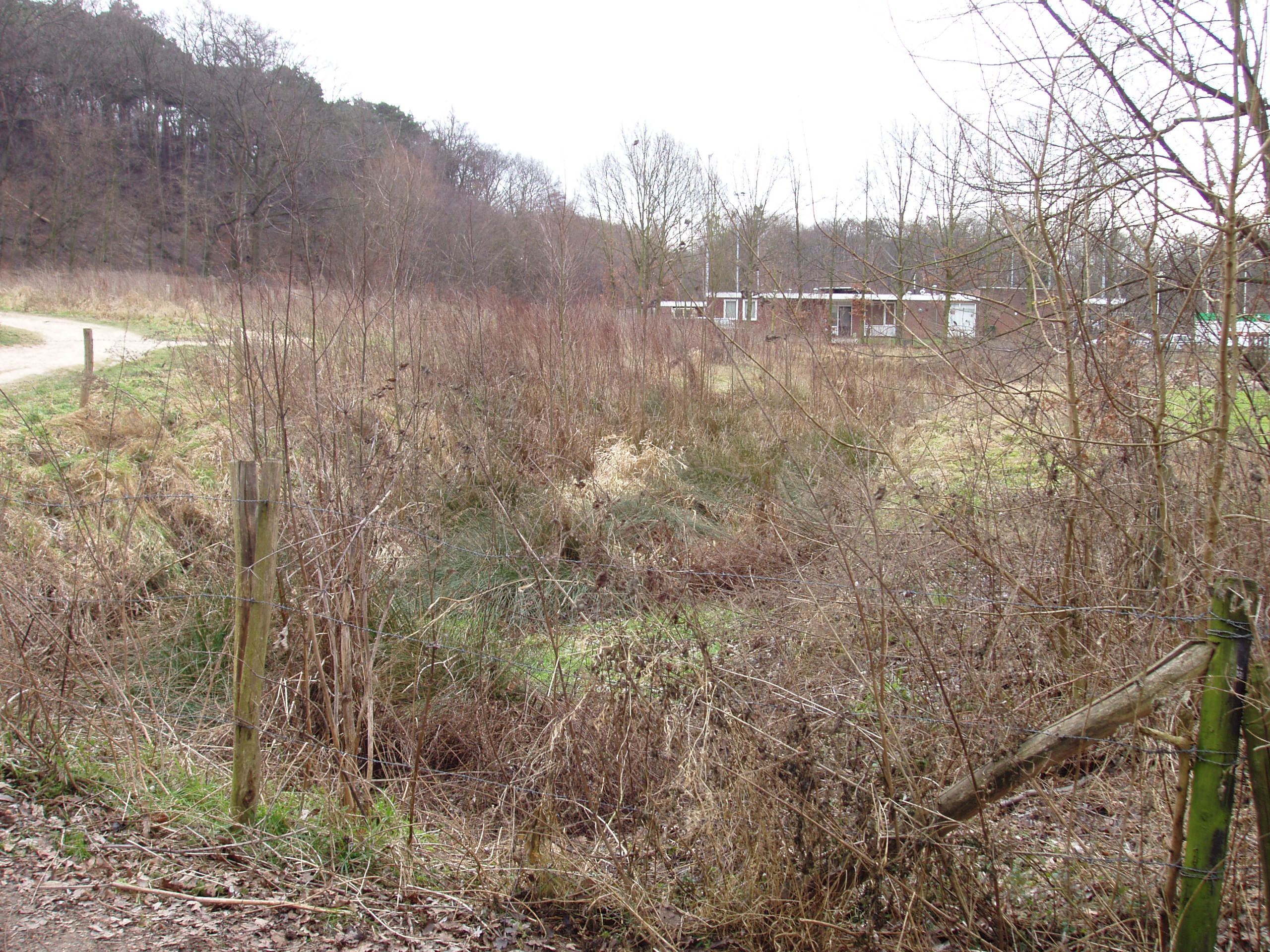
Molentak voor de molen
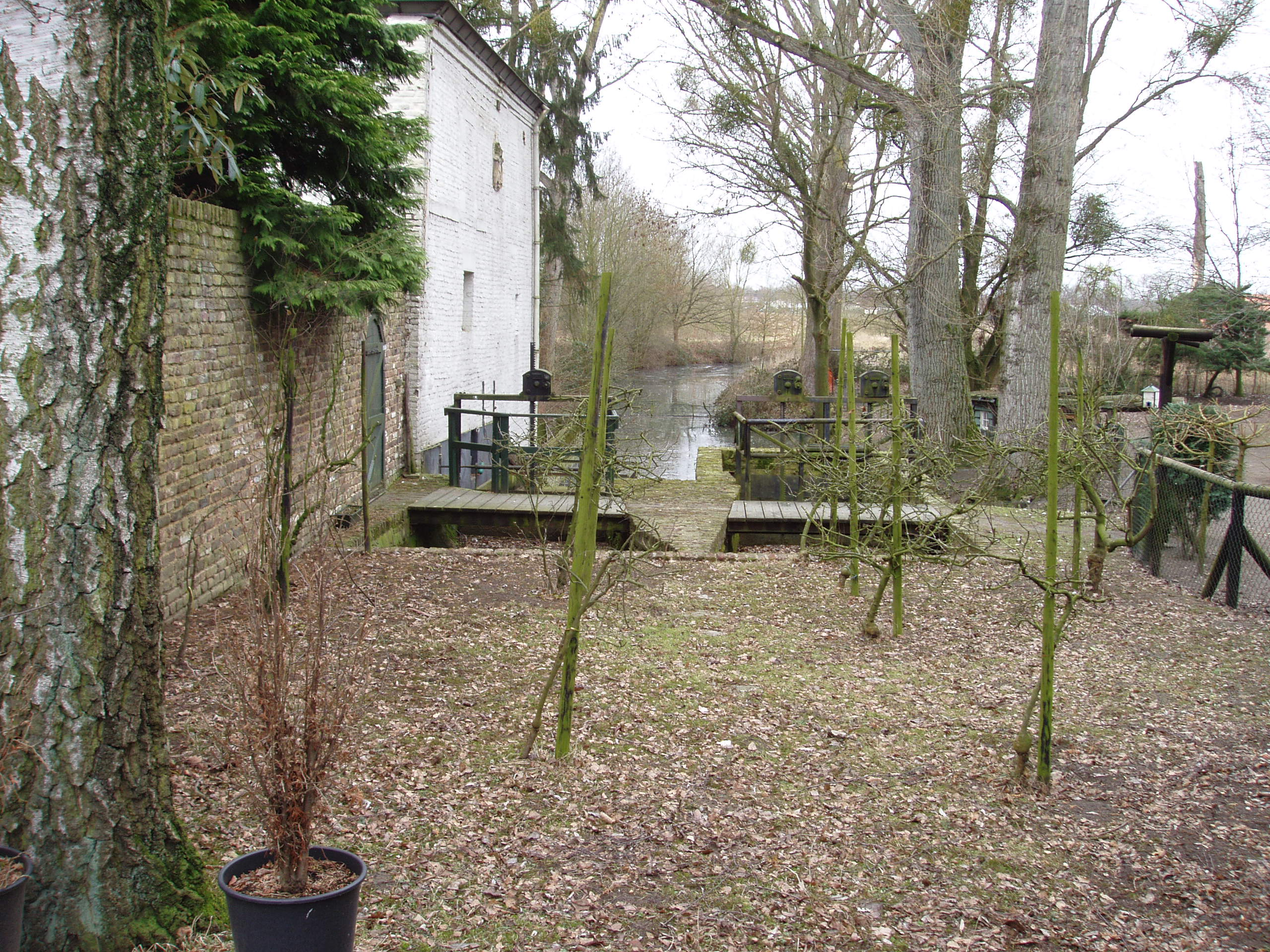
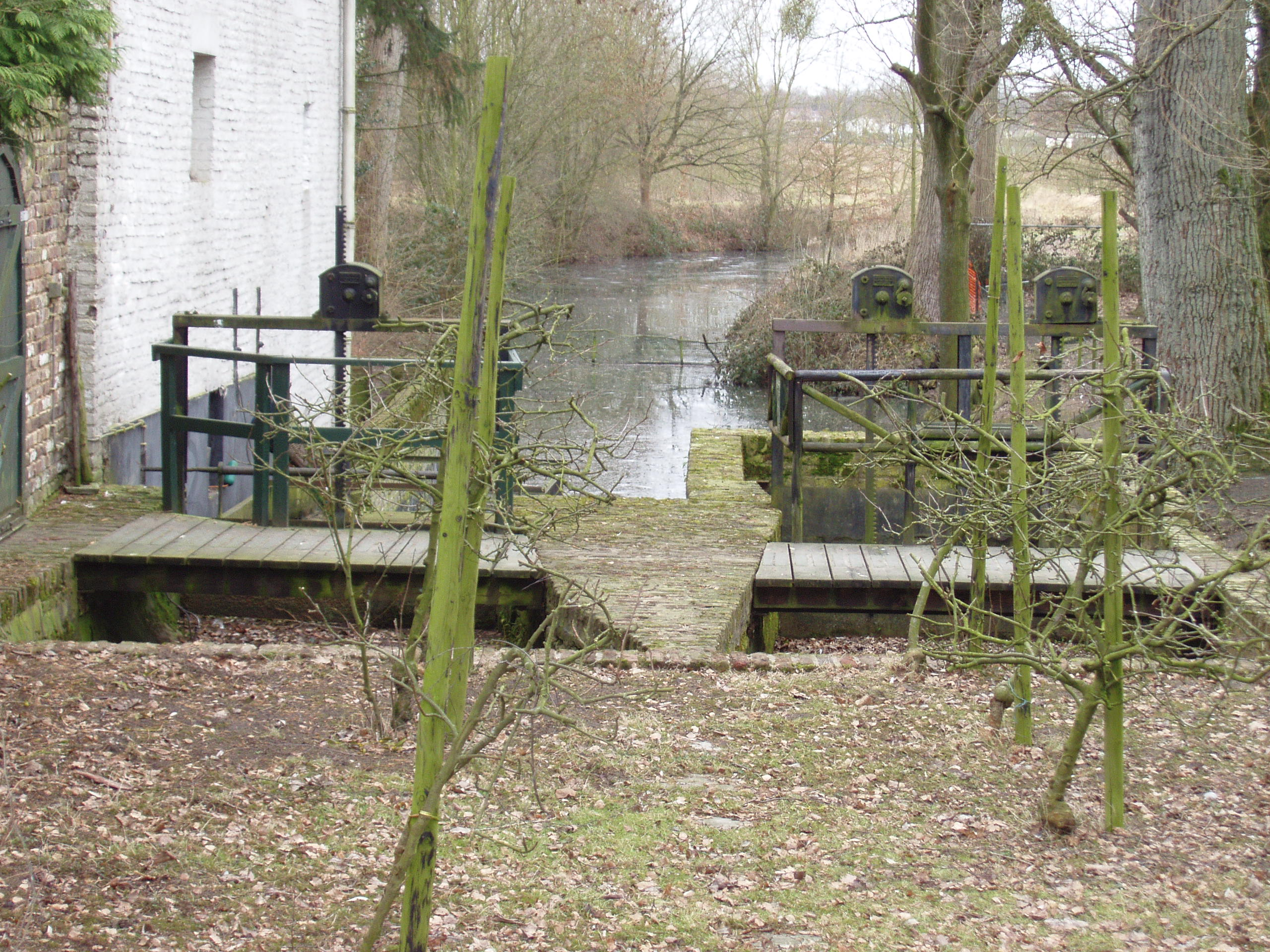
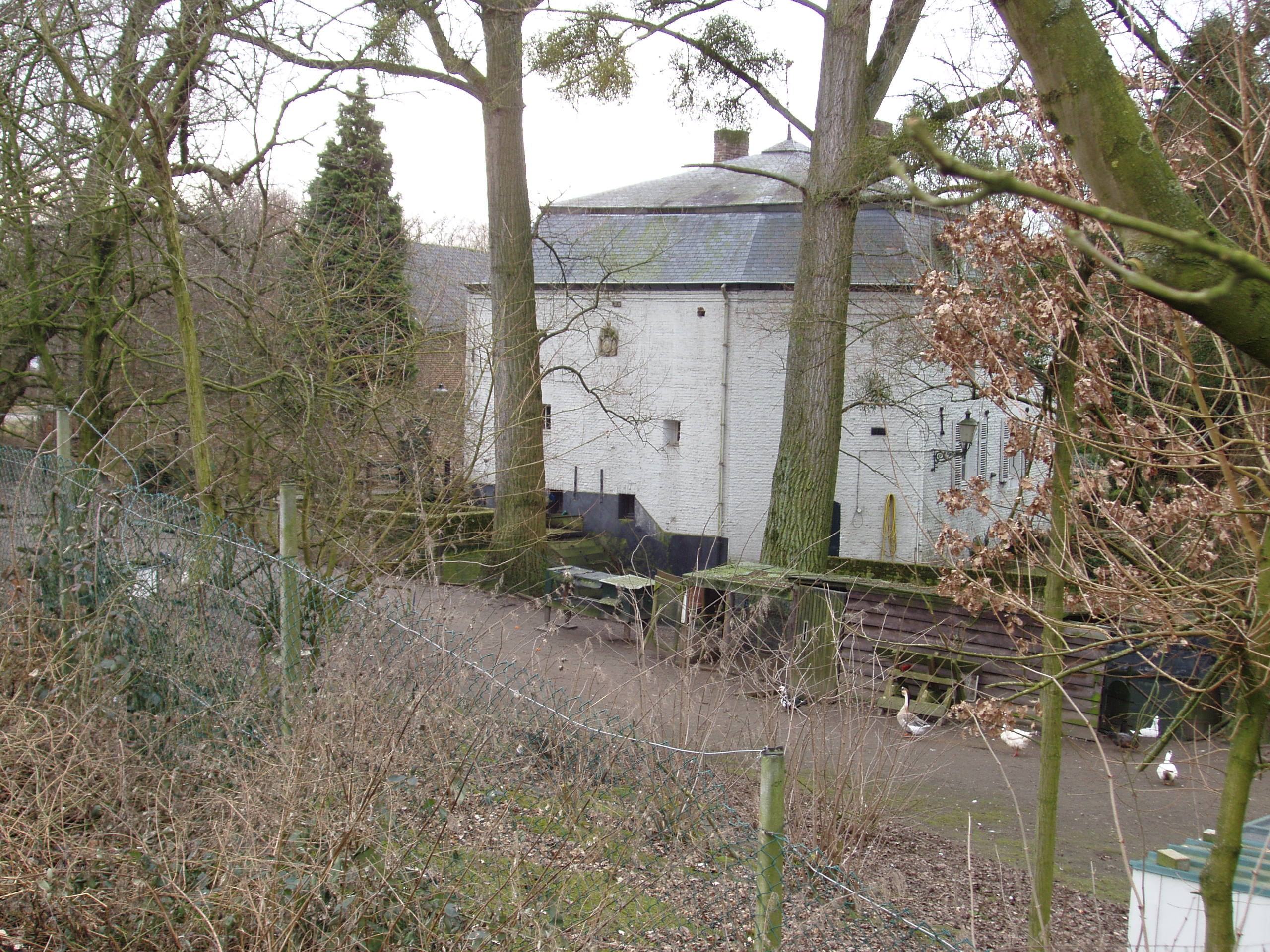
Het gebouw
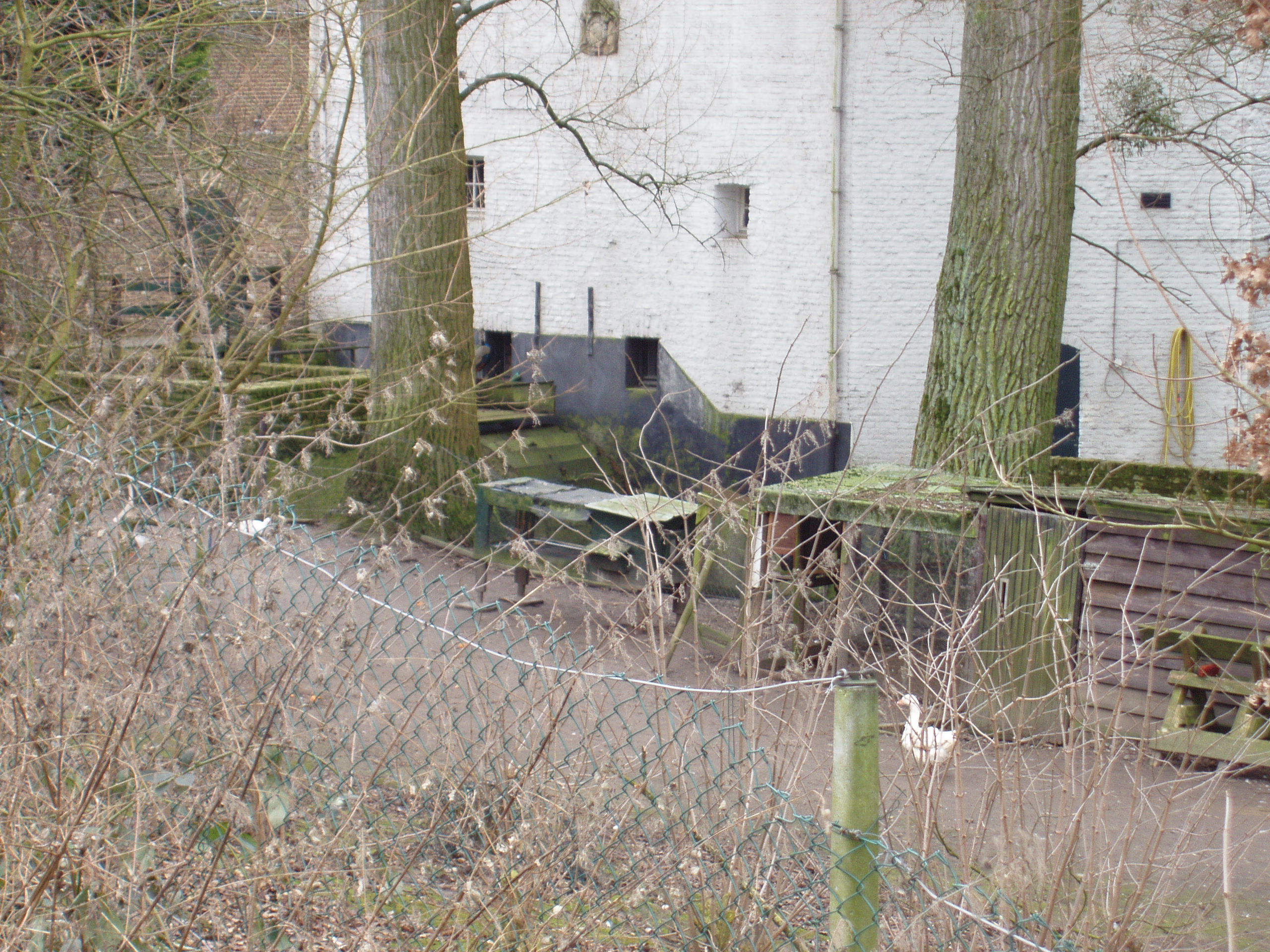
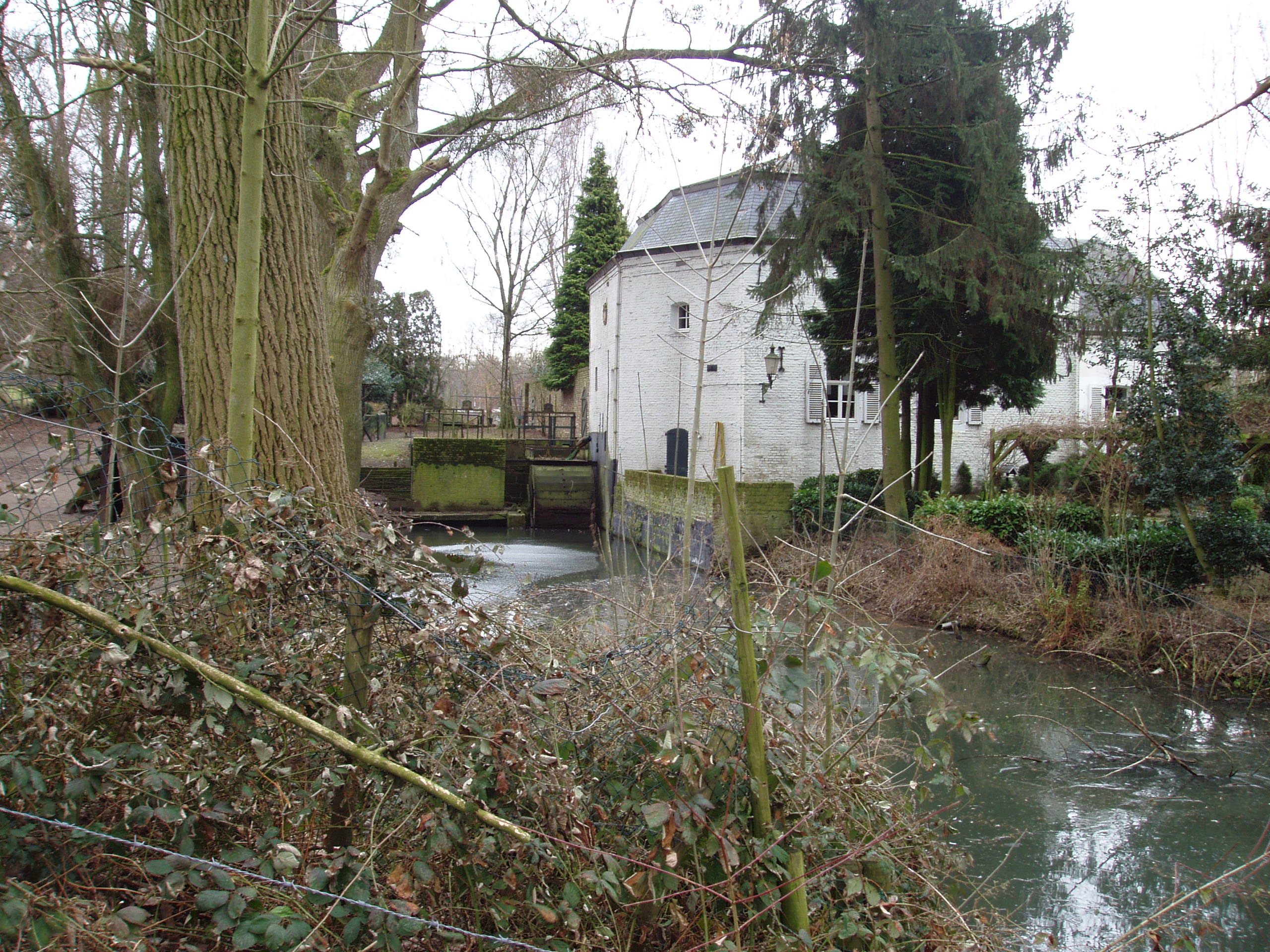
Van stroomafwaarts gezien
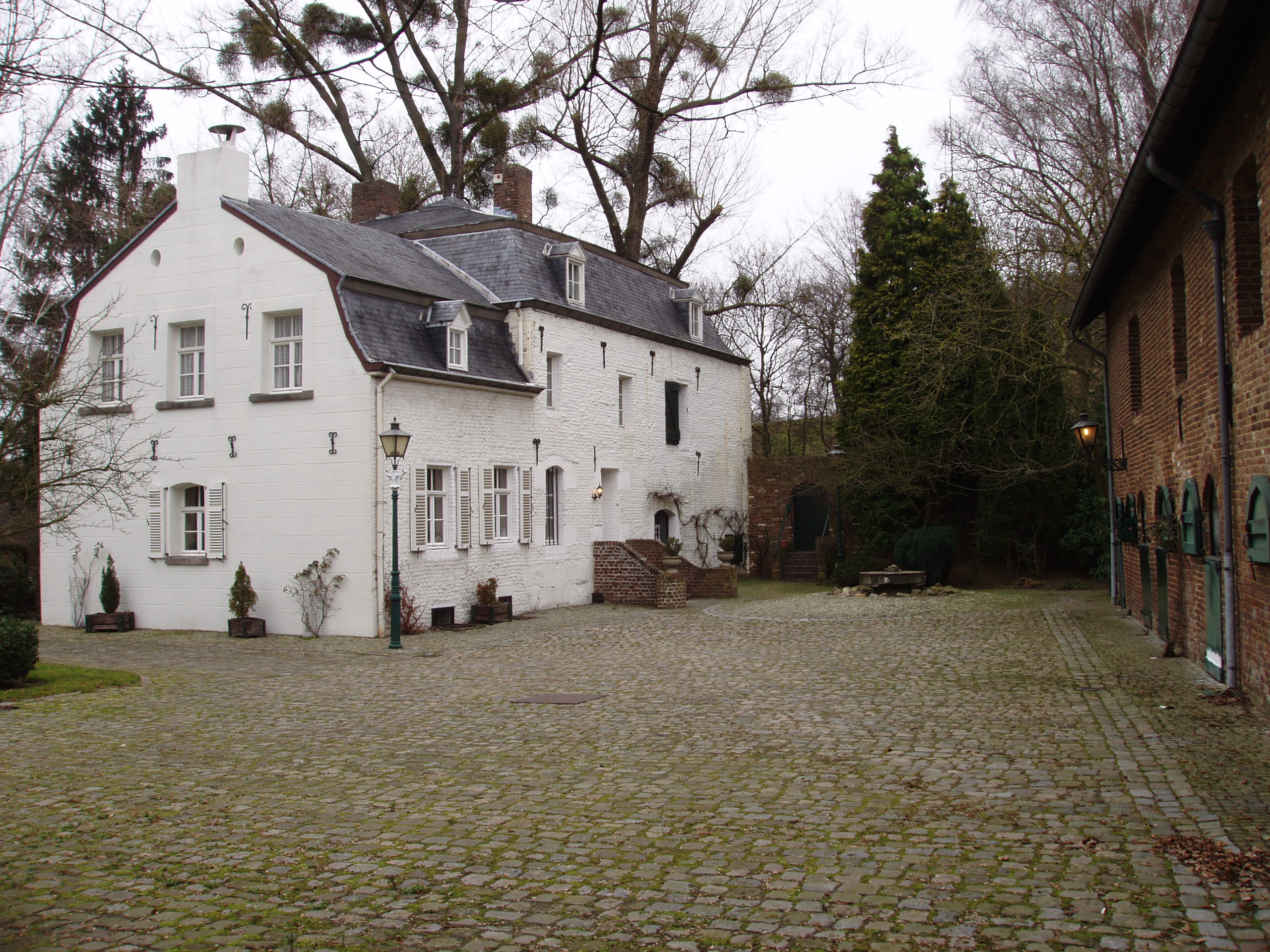
Voorzijde van het gebouw